# Cœur de Lion (marque)
Pour les articles homonymes, voir Cœur de Lion.
 (octobre 2023).
Si vous disposez d'ouvrages ou d'articles de référence ou si vous connaissez des sites web de qualité traitant du thème abordé ici, merci de compléter l'article en donnant les références utiles à sa vérifiabilité et en les liant à la section « Notes et références ».
Cœur de Lion est une marque commerciale d'une série de fromages industriels pasteurisés français, commercialisée depuis 1990 par la Compagnie des fromages et RichesMonts du groupe Savencia Fromage & Dairy.
Ces fromages sont fabriqués dans l'usine dite « Fromagerie coopérative de Ducey » (Manche), avec du lait collecté en Normandie.